# Lammerside Castle
Lammerside Castle är ett slott i Storbritannien.   Det ligger i grevskapet Cumbria och riksdelen England, i den centrala delen av landet, 400 km norr om huvudstaden London. Lammerside Castle ligger 229 meter över havet.
Terrängen runt Lammerside Castle är huvudsakligen kuperad, men norrut är den platt. Runt Lammerside Castle är det ganska glesbefolkat, med 40 invånare per kvadratkilometer. Närmaste större samhälle är Appleby-in-Westmorland, 17,8 km nordväst om Lammerside Castle. Trakten runt Lammerside Castle består i huvudsak av gräsmarker.